# To My Kibice
„To My Kibice” – polski miesięcznik poświęcony kibicom piłkarskim, powstały w lipcu 2001 roku, którego inicjatorami byli Piotr Jaworski (wieloletni redaktor naczelny) oraz Andrzej Foltyn (grafik pisma). Od stycznia 2019 roku redaktorem naczelnym magazynu jest Michał Strzelec.

## Historia
Magazyn ukazuje się na polskim rynku wydawniczym od lipca 2001 roku. Początkowo pismo zawierało 48 stron (połowa utrzymana w pełnym kolorze, połowa zaś w kolorystyce czerni i szarości), by wraz z numerem 8 (wydanym w maju 2002 roku) zwiększyć swą objętość do 56 stron. Kolejna zmiana dotycząca liczebności stron miesięcznika nadeszła wraz z 34 numerem magazynu (wydanym w lipcu 2004 roku) – tym razem ilość stron powiększono do 64. Następną nowością zmierzającą w stronę uatrakcyjnienia pisma było wprowadzenie lakierowanej okładki miesięcznika, a nastąpiło to wraz z ukazaniem się numeru 38 w listopadzie 2004 roku. Długie lata utrzymywał się taki stan rzeczy i dopiero po 12 latach nastała prawdziwa rewolucja – w 179 numerze magazynu wydanym w sierpniu 2016 roku. Wtedy też zwiększono liczbę stron do 84 oraz zastosowano klejoną oprawę gazety, zastępując dotychczasowy zszywkowy system produkcji pisma.
Nakład pisma zmieniał się kilkukrotnie w przeciągu całej historii wydawania gazety. Apogeum osiągnął w roku 2010, gdy z drukarni co miesiąc na rynek wprowadzano 11000 sztuk magazynu. W kolejnych latach nakład skurczył się do 8000 w roku 2019. 
„To My Kibice” od samego początku istnienia jako główną sieć dystrybucji obrało salony prasowe Empik, później również magazyn trafiał także do sieci Inmedio czy Ruch S.A.
Magazyn „To My Kibice” w swojej historii zorganizował wiele popularnych plebiscytów, w ramach których wyłaniano laureatów najlepiej wykonanych choreografii na polskich stadionach prezentowanych w trakcie meczów piłkarskich. Pismo miało niebagatelny wpływ na rozwój polskiej sceny ultras, której moment eksplozji i największego zainteresowania kibiców przypadł na lata 2003–2011.
Od roku 2010 „To My Kibice” publikuje niemalże w każdym kolejnym numerze wywiady ze znanymi osobami ze środowiska kibicowskiego. W swojej historii „TMK” (popularnie stosowany skrót wśród polskich kibiców) ma również przeprowadzony wywiad z twórcą filmów Klatka oraz To my, rugbiści – Sylwestrem Latkowskim (redaktorem naczelnym tygodnika „Wprost” w latach 2013–2015) opublikowany w numerze 29 z lutego 2004 roku.

## Redakcja
Wydawcą pisma od momentu jego powstania jest TMK S.C. z siedzibą w Bełchatowie. Pierwszym i jednocześnie wieloletnim redaktorem naczelnym pisma był Piotr Jaworski – jeden z dwóch właścicieli miesięcznika. Dopiero wraz z numerem 208 magazynu wydanym w styczniu 2019 roku stery „To My Kibice” przejął Michał Strzelec. Za stronę graficzną gazety od pierwszego egzemplarza, który ujrzał światło dzienne odpowiedzialny jest Andrzej Foltyn – drugi właściciel tytułu.